# Jorge Carrera

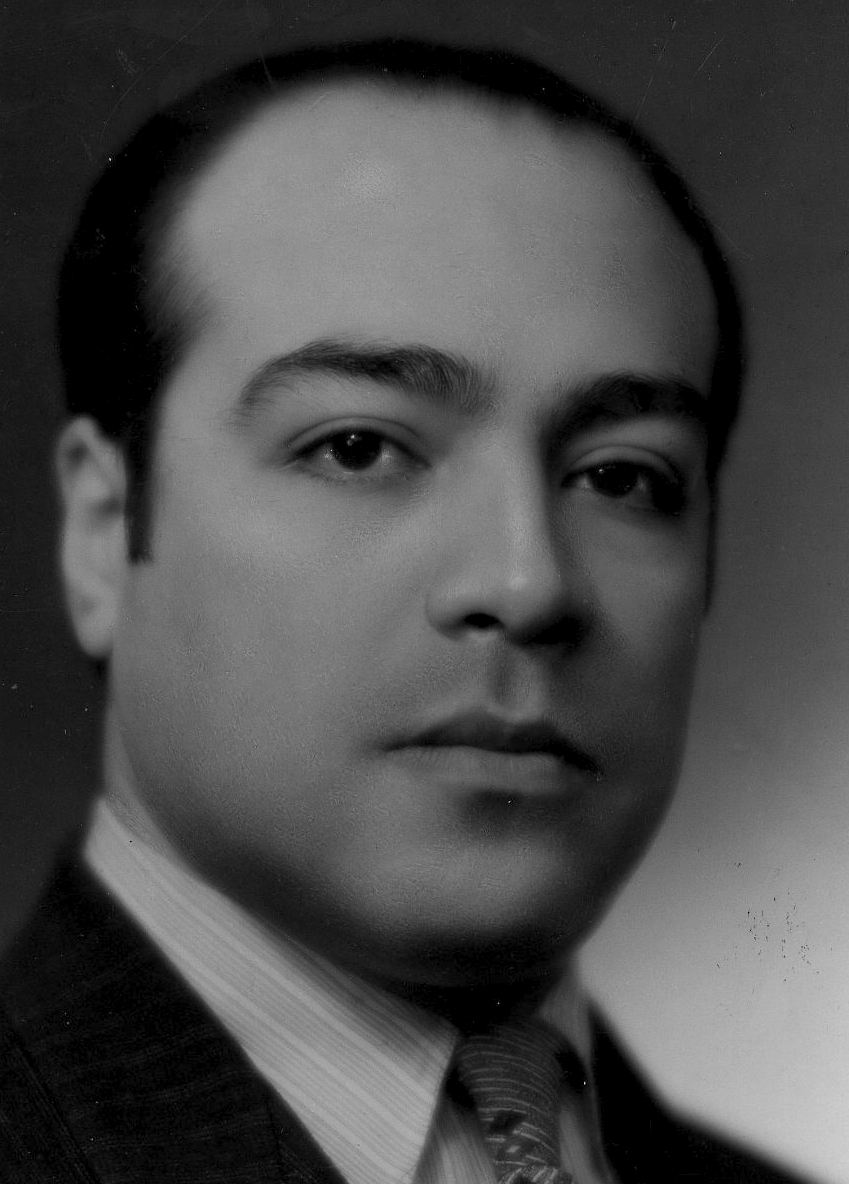
Jorge Carrera

Jorge Carrra Andrade (ur. 18 września 1903, zm. 7 listopada 1978) – ekwadorski poeta i dyplomata, wolnomularz, minister spraw zagranicznych Ekwadoru od 1966 do 1967 (rząd Otto Arosemeny), autor poezji nawiązującej do wzorów symbolistycznych (Lugar de Origen, 1951). Ponadto ambasador swego kraju w Wenezueli, Wielkiej Brytanii, Nikaragui, Francji, Belgii i w Holandii.